# Operation Stjärna
Operation Stjärna (ry. Tsvesda) var en sovjetisk offensiv mot Charkiv och Kursk i början av februari 1943, under andra världskriget. Tre arméer ur Voronezjfronten (40:e armén, 69:e armén och 3:e stridsvagnsarmén) under general Filipp Golikov anföll Armeeabteilung Lanz och delar av SS-Panzerkorps. Offensiven gick inledningsvis relativt väl. Kursk intogs den 8 februari och den 16 februari var Charkiv i sovjetiska händer. Efter en komplicerad omgruppering fortsatte offensiven västerut, och Röda armén nådde fram till Lebedyn och floden Psël i slutet av februari. Offensiven avbröts den 23 februari efter att den tyska armégrupp Syd inlett det strategiska motanfall som slutade med att Charkiv återtogs av tyskarna den 15 mars.

## Bakgrund
| Röda armén                     | Röda armén | Axelmakterna                            | Axelmakterna                |
| ------------------------------ | --- | --------------------------------------- | --------------------------- |
| 40:e armén (Moskalenko)        | 8 skyttedivisioner 1 stridsvagnskår 3 stridsvagnsbrigader 90 000 man, 100 stridsvagnar                                                                          | Armeeabt. Lanz (Lanz)                   | 50 000 man                  |
| 69:e armén (Kazakov)           | 5 skyttedivisioner 1 skyttebrigad 1 stridsvagnsbrigad 1 stridsvagnsregemente 40 000 man, 50 stridsvagnar                                                        | SS-Panzerkorps (Hausser) (2 divisioner) | 20 000 man 200 stridsvagnar |
| 3:e stridsvagnsarmén (Rybalko) | 12:e stridsvagnskåren 15:e stridsvagnskåren 6:e gardeskavallerikåren 4 skyttedivisioner 1 stridsvagnsbrigad 1 stridsvagnsregemente 55 577 man, 165 stridsvagnar |                                         |                             |
| Summa                          | 210 000 man 615 stridsvagnar |                                         | 70 000 man 200 stridsvagnar |

## Förlopp

### 1-8 februari

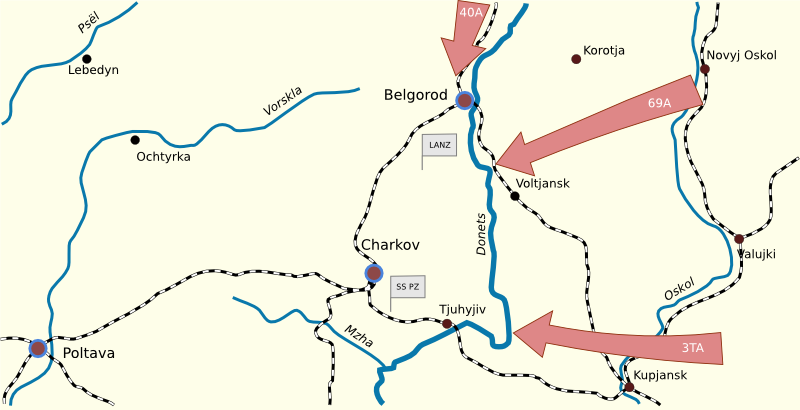
Operation Stjärna inleddes den 2 februari 1943. Den 10 februari hade 3:e stridsvagnsarmén ännu inte lyckats gå över Donets, men 40:e armén i norr hade intagit Belgorod.

Operationen påbörjades den 1 februari i och med att enheter ur 3:e stridsvagnsarmén säkrade utgångspositioner på Oskols västra bank. Arméns huvudstyrka påbörjade anfallet på morgonen den 2 februari, och i slutet av dagen hade 111. skyttedivisionen slagit en 20 km djup kil mellan tyska förband i operationsområdets södra del.
Järnvägen mellan Kupjansk och Voltjansk var avskuren, och den tyska 298. Infanterie-Division hotades av inneslutning. I operationsområdets norra och mittersta delar stötte Röda armén på hårdare motstånd, och arméns chef Pavel Rybalko gav order om sätta in 12:e och 15:e stridsvagnskårerna i striderna, trots att dessa förband enligt den ursprungliga planen skulle förbereda sig ytterligare ett dygn. Rybalko hade fått indikationer på att en tysk pansardivision var i rörelse österut från Charkiv, och om de tyska styrkorna hann bygga upp ett försvar längs Donets skulle det i hög grad försvåra vidare framryckning.
12. stridsvagnskårens uppgift var att tillsammans med 62. gardesskyttedivisionen säkra övergångarna över Donets vid Tjuhyjiv, samtidigt som 15. stridsvagnskåren skulle säkra övergången vid Petjenegi några mil norrut. Tyska mobila SS-förband reagerade emellertid snabbt och ett flertal sovjetiska försök att säkra brohuvuden på Donets västra strand slogs tillbaka. I det område norrut som 40:e armén under Kirill Moskalenko ansvarade för gick offensiven bättre, och Belgorod erövrades av tre skyttedivisioner natten mellan den 7 och 8 februari.

### 10-16 februari

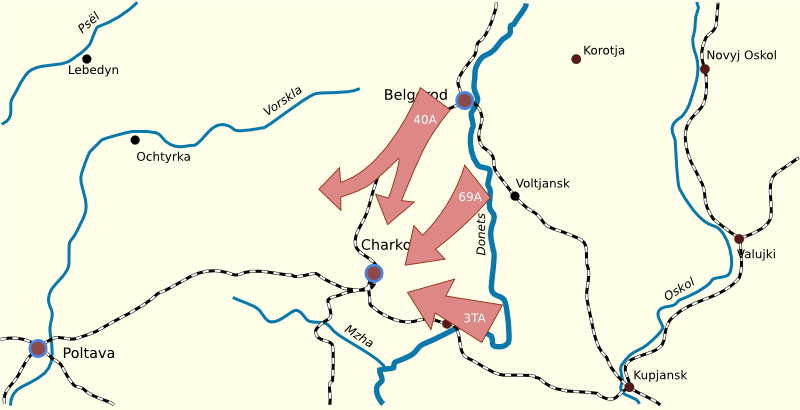
Den sovjetiska offensiven 10-14 februari. Charkiv är inneslutet på tre sidor, och delar av 40:e armén har bytt riktning västerut.

Offensiven återupptogs den 10 februari med målet att erövra Charkiv innan de tyska förbanden hann omgruppera inför en eventuell reträtt västerut. 3:e stridsvagnsarmén hade visserligen nått fram till Donets och även tagit sig över floden på flera ställen, men man låg långt efter tidsschemat och hade till största delen 40:e arméns framgångar i norr att tacka för att de tyska enheterna drog sig tillbaka. I och med att tyskarna hade övergett Belgorod var ett försvar vid floden ohållbart, och tyskarna drog sig därför närmare Charkiv.
Återigen stötte 12. och 15. stridsvagnskårerna och deras understödjande infanteri på hårt tyskt motstånd, men 40:e armén lyckades nå fram till Ljubotyn väster om Charkiv den 14 februari, och hade därmed skurit av de viktigaste kommunikationsvägarna in till den belägrade staden. Slutanfallet påbörjades tidigt på morgonen den 14 februari från tre håll: 40:e armén anföll från positioner väster och norr om staden, 69:e armén anföll från nordost, och 3:e stridsvagnsarmén anföll österifrån och söderifrån. Stormningen underlättades av att det tyska befälet gav motstridiga order om huruvida staden skulle försvaras eller inte. Generallöjtnant Paul Hausser som var chef för SS-Panzerkorps beordrade på eget initiativ en evakuering den 15 februari, trots att hans överordnade inte givit klartecken och trots att Hitler givit order om att staden skulle försvaras till "varje pris". Hausser drog tillbaka sin reträttorder vid midnatt samma dag, men då hade man redan börjat överge försvarsställningarna norr om staden.
På förmiddagen den 16 februari nådde framskjutna element ur 3:e stridsvagnsarmén fram till Djzersinskijtorget i centrala Charkiv och möttes där av enheter ur 40:e armén som avancerat norrifrån. Vid 12-tiden på dagen hade alla tyska förband övergivit staden och dragit sig tillbaka mot Poltava västerut.

### 16-23 februari

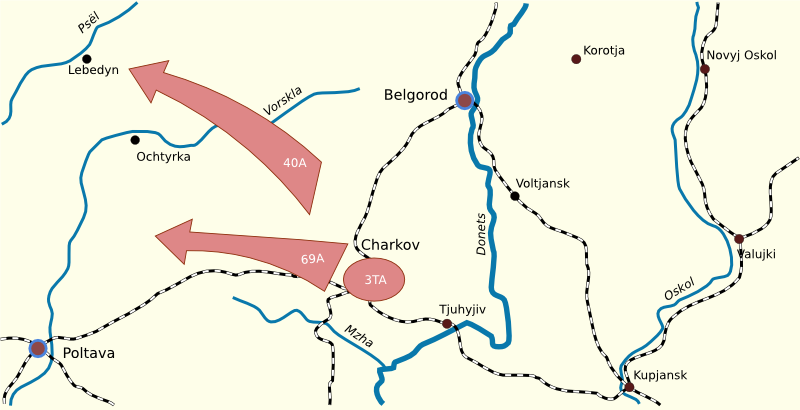
Voronezjfrontens maximala framryckning den 23 februari. Längre söderut hade von Manstein redan påbörjat det omfattande tyska motanfallet.

Redan innan Charkiv erövrats fick Golikov order från Stavka om att fortsätta offensiven ännu längre västerut, med målet att inta Poltava och Lebedyn innan den 21 februari. Situationen efter stormningen av Charkiv var emellertid kaotisk, med tiotusentals man som varit involverade i gatustrider och dessutom understödsförband och staber från tre arméer ihopträngda på en begränsad yta. Det tog närmare tre dagar att skapa ordning bland enheterna och omgruppera alla förband till nya utgångspositioner inför en fortsatt offensiv västerut.
De sovjetiska förlusterna var omfattande efter nästan två månaders kontinuerliga strider, och Vasilevskij skickade en begäran till Stavka om förstärkningar på 19 000 man och 300 stridsvagnar. 40:e armén fick ansvaret för den norra delen av sektorn, och 69:e armén övertog ställningarna direkt väster om Charkiv. 3:e stridsvagnsarmén höll en försvarslinje omedelbart utanför staden och skyddade omgrupperingen. 69:e armén påbörjade mer omfattande operationer västerut den 19 februari och nådde fram till floden Vorskla den 22 februari, 40 km norr om Poltava. Samtidigt säkrade 40:e armén brohuvuden över Vorskla vid Ochtyrka, och nådde dessutom fram till Lebedyn och gick i ställning på Psëls östra bank. 3:e stridsvagnsarmén lyckades efter hårda strider inta Ljubotyn väster om Charkiv den 22 februari.
Voronezjfronten var i det här läget mycket sårbar för motangrepp och ställdes dessutom inför hårdnande tyskt motstånd. Det tyska försvaret hade genomfört ett skickligt tillbakadragande, och hade samtidigt skapat manöverutrymme för den tyska uppbyggnaden inför det kommande motanfallet mot Sydvästfronten i söder. Mansteins motanfall påbörjades den 19 februari och den ryska offensiven avstannade definitivt den 22 februari när Vatutin begärde att 3:e stridsvagnsarmén skulle förflytta sig söderut för att understödja Sydvästfronten som angreps av tre tyska pansarkårer.